# Thonnance-lès-Joinville
Thonnance-lès-Joinville és un municipi francès situat al departament de l'Alt Marne i a la regió del Gran Est. L'any 2007 tenia 827 habitants.

## Demografia

### Població
El 2007 la població de fet de Thonnance-lès-Joinville era de 827 persones. Hi havia 344 famílies de les quals 104 eren unipersonals (48 homes vivint sols i 56 dones vivint soles), 112 parelles sense fills, 108 parelles amb fills i 20 famílies monoparentals amb fills.
La població ha evolucionat segons el següent gràfic:
Habitants censats

### Habitatges
El 2007 hi havia 395 habitatges, 346 eren l'habitatge principal de la família, 23 eren segones residències i 26 estaven desocupats. 378 eren cases i 17 eren apartaments. Dels 346 habitatges principals, 272 estaven ocupats pels seus propietaris, 67 estaven llogats i ocupats pels llogaters i 7 estaven cedits a títol gratuït; 5 tenien una cambra, 13 en tenien dues, 49 en tenien tres, 121 en tenien quatre i 158 en tenien cinc o més. 237 habitatges disposaven pel capbaix d'una plaça de pàrquing. A 155 habitatges hi havia un automòbil i a 124 n'hi havia dos o més.

### Piràmide de població
La piràmide de població per edats i sexe el 2009 era:
| Homes | Edats   | Dones |
| ----- | ------- | ----- |
| 0     | 95 o +  | 1     |
| 2     | 90 a 94 | 5     |
| 8     | 85 a 89 | 5     |
| 12    | 80 a 84 | 21    |
| 27    | 75 a 79 | 32    |
| 10    | 70 a 74 | 21    |
| 19    | 65 a 69 | 24    |
| 11    | 60 a 64 | 11    |
| 8     | 55 a 59 | 15    |
| 48    | 50 a 54 | 34    |
| 21    | 45 a 49 | 32    |
| 31    | 40 a 44 | 32    |
| 47    | 35 a 39 | 30    |
| 33    | 30 a 34 | 33    |
| 25    | 25 a 29 | 33    |
| 18    | 20 a 24 | 12    |
| 18    | 15 a 19 | 40    |
| 22    | 10 a 14 | 15    |
| 26    | 5 a 9   | 38    |
| 34    | 0 a 4   | 36    |

## Economia
El 2007 la població en edat de treballar era de 542 persones, 355 eren actives i 187 eren inactives. De les 355 persones actives 321 estaven ocupades (186 homes i 135 dones) i 34 estaven aturades (13 homes i 21 dones). De les 187 persones inactives 61 estaven jubilades, 54 estaven estudiant i 72 estaven classificades com a «altres inactius».

### Ingressos
El 2009 a Thonnance-lès-Joinville hi havia 357 unitats fiscals que integraven 867 persones, la mediana anual d'ingressos fiscals per persona era de 14.803 €.

### Activitats econòmiques
Dels 18 establiments que hi havia el 2007, 1 era d'una empresa extractiva, 3 d'empreses alimentàries, 2 d'empreses de fabricació d'altres productes industrials, 1 d'una empresa de construcció, 3 d'empreses de comerç i reparació d'automòbils, 1 d'una empresa de transport, 3 d'empreses d'hostatgeria i restauració, 1 d'una empresa financera, 1 d'una empresa immobiliària i 2 d'empreses de serveis.
Dels 6 establiments de servei als particulars que hi havia el 2009, 1 era una oficina de correu, 2 tallers de reparació d'automòbils i de material agrícola, 1 paleta i 2 restaurants.
Els 3 establiments comercials que hi havia el 2009 eren fleques.
L'any 2000 a Thonnance-lès-Joinville hi havia 8 explotacions agrícoles.

## Equipaments sanitaris i escolars
El 2009 hi havia una escola elemental.

## Poblacions més properes
El següent diagrama mostra les poblacions més properes.